# Městská nemocnice Ostrava
Městská nemocnice Ostrava je největší nefakultní nemocnicí v České republice. Poskytuje širokospektrální zdravotní péči pro Ostravu a široké okolí. Péče je realizována jak na lůžkových odděleních, tak prostřednictvím ambulantní péče. Od roku 1992 je příspěvkovou organizací statutárního města Ostravy. Nachází se ve čtvrti Fifejdy v Moravské Ostravě v městském obvodu Moravská Ostrava a Přívoz.

## Další informace
Městská nemocnice Ostrava je se svými 2 006 zaměstnanci (údaje k 31.12.2016) jedním z největších zaměstnavatelů v Ostravě. Jedná se o pracoviště, které je akreditované ČAK.
Nemocnice prochází v současné době rozsáhlou rekonstrukcí. Rekonstrukce celé nemocnice je naplánována do několik etap, přičemž by měla být hotova do roku 2030.